# Gauchswald

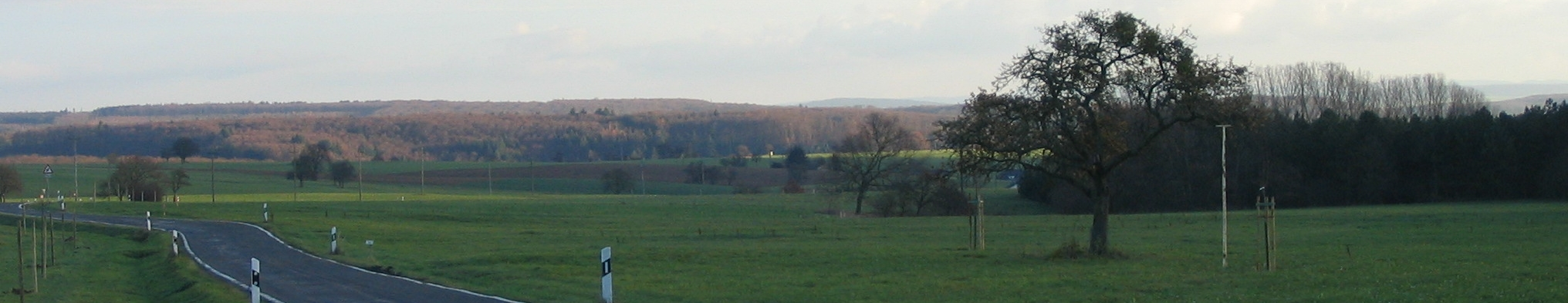
Der Gauchswald aus nördlicher Richtung

Der Gauchswald, auch Gauchsberg  genannt, ist ein bis zu 437 m hoher Teil des Mittelgebirges Hunsrück in Rheinland-Pfalz, Deutschland.

## Geographie
Der Gauchswald liegt im südlichen Hunsrück, eingerahmt zwischen dem Soonwald im Norden, dem Gräfenbach im Osten und dem Ellerbach im Süden und Westen.
Er erstreckt sich auf ca. 1000 ha und ist überwiegend bewaldet. Lediglich bei Bockenau (Wingertsberg), Argenschwang und Dalberg sind Hügel zu finden, die vom Weinbau geprägt sind oder landwirtschaftlich genutzt werden.
Der Gauchswald gehört seit dem Jahr 2005 zum Naturpark Soonwald-Nahe.

## Ortschaften
Die Ortschaften, die den Gauchswald einrahmen, gehören zum Landkreis Bad Kreuznach. Es sind dies:
- Dalberg
- Wallhausen
- Sommerloch
- Braunweiler
- Sponheim
- Bockenau
- Winterburg
- Allenfeld
- Argenschwang